# Victorino Rodríguez
Victorino Rodríguez O.P. (Astúrias, 14 de fevereiro de 1926 - Madrid, 28 de Março de 1997) foi um religioso, filósofo e teólogo espanhol.
Foi membro honorário da Academia Pontíficia de Teologia de Roma e da Real Academia de Doutores de Madrid, presidente da Seção Espanhola da Sociedade Internacional Tomás de Aquino (SITA), prior do Convento Santo Domingo el Real

## Obras
- 1984 - Temas claves de Humanismo Cristiano.
- 1992 - Estudios de Antropología Teológica.
- 1995 - El Conocimiento Analógico de Dios.[3]